# Mike Paradinas

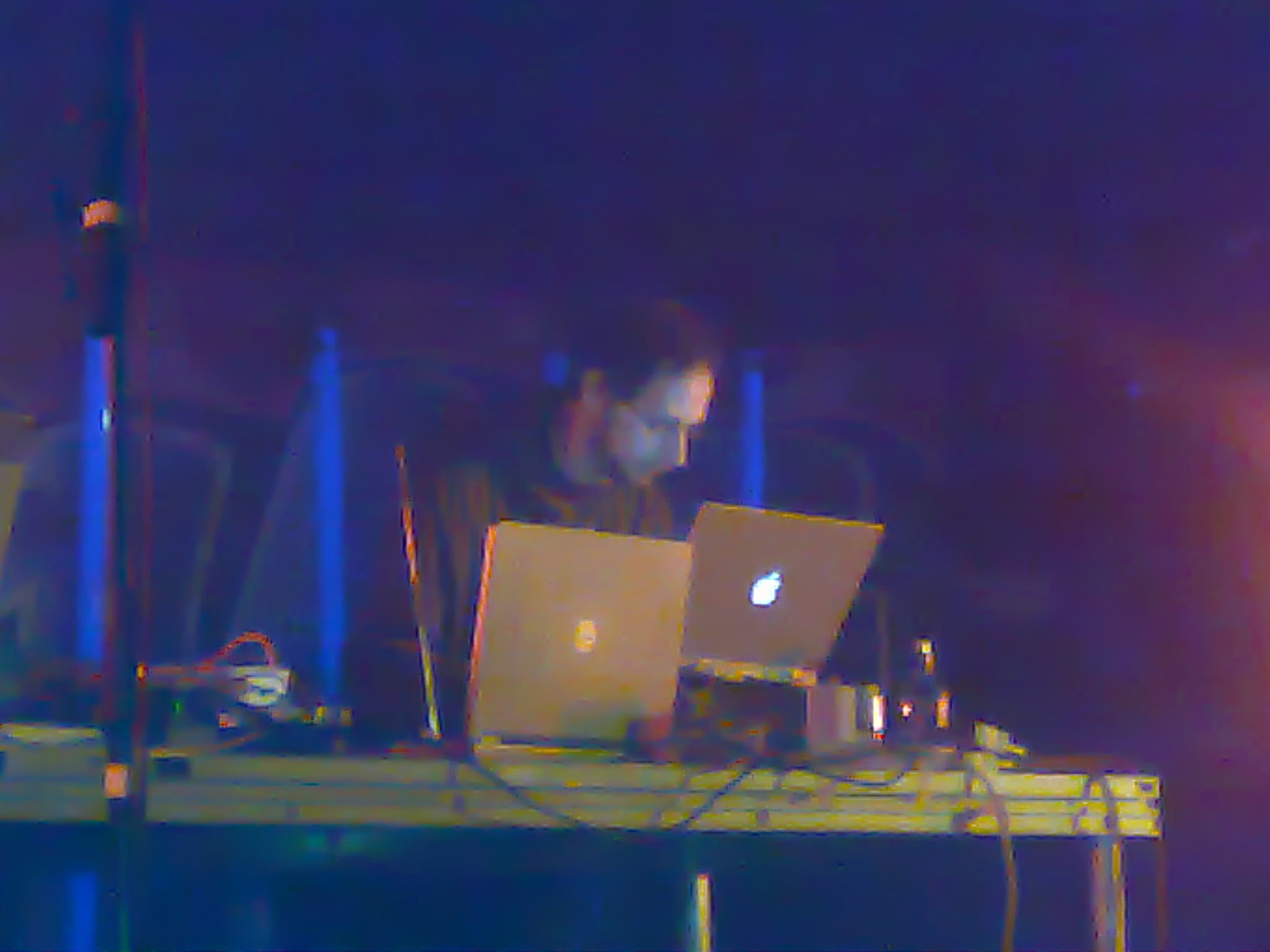
Mike Paradinas

Mike Paradinas (Wimbledon, 26 september 1971), beter bekend onder zijn meest voorkomende pseudoniem µ-ziq (uit te spreken als mu-sic), is een Britse producer en techno-dj die elektronische muziek maakt.

## Levensloop
Paradinas studeerde architectuur aan Kingston University maar maakte deze studie nooit af, omdat hij zich volledig aan zijn muziek wilde wijden.
Vanuit Zuidwest-Londen begon Paradinas in 1992 te produceren, om vervolgens in 1993 zijn debuut te maken op het label Rephlex Records van Richard D. James (pseud. Aphex Twin). Paradinas richtte in maart 1995 zijn eigen label op, Planet µ, in samenwerking met Hut Recordings. Hij werkte samen met artiesten als Luke Vibert (pseud. Wagon Christ), Jochem Paap (pseud. Speedy J) en Richard D. James.

## Discografie
- Tango N' Vectif (1993)
- Bluff Limbo (1994)
- PHI*1700 (1994)
- Salsa with Mesquite (1995)
- In Pine Effect (1995)
- Dauphine (1995)
- Lunatic Harness (1997)
- Urmur Bile Trax Part 1 & 2 (1997)
- My Little Beautiful (1997)
- Brace Yourself (1998)
- Royal Astronomy (1999)
- The Fear (1999)
- Bilious Paths (2003)
- Duntisbourne Abbots Soulmate Devastation Technique (2007)

## Aliassen
Mike Paradinas heeft gebruikgemaakt van de volgende aliassen:
- µ-ziq
- Jake Slazenger
- Tusken Raiders
- Gary Moscheles
- Kid Spatula
- Rude Ass Tinker

## Muzikale gelijkenissen
- Aphex Twin
- Plaid
- Ovuca